# .gf
.gf to domena internetowa przypisana dla stron internetowych z Gujany Francuskiej.